# Phong đường
Phong đường (danh pháp khoa học: Acer saccharum) là một loài thực vật thuộc chi Phong, họ Phong. Loài này được Marshall mô tả khoa học đầu tiên năm 1785.
Phong đường có nguồn gốc từ các khu rừng gỗ cứng ở đông bắc Bắc Mỹ, từ phía tây Nova Scotia miền nam Ontario, và phía nam bang Georgia và Texas. Phong đường được biết đến với tán lá mùa thu tươi sáng và là nguồn chính của loại siro phong. Phong đường là một loại cây rụng lá, bình thường đạt mức cao 25–35 m (82–115 ft), và đặc biệt lên đến 45 m (148 ft).. Một cây 10 tuổi cao khoảng 5 m
Phong đường được cạo để lấy nhựa, sau đó đem đun nóng nhựa này để sản xuất siro phong hay sản xuất đường phong hoặc kẹo phong. Siro phong cũng có thể sản xuất từ các loài có họ hàng gần với phong đường, nhưng sản lượng khá ít.

## Hình ảnh

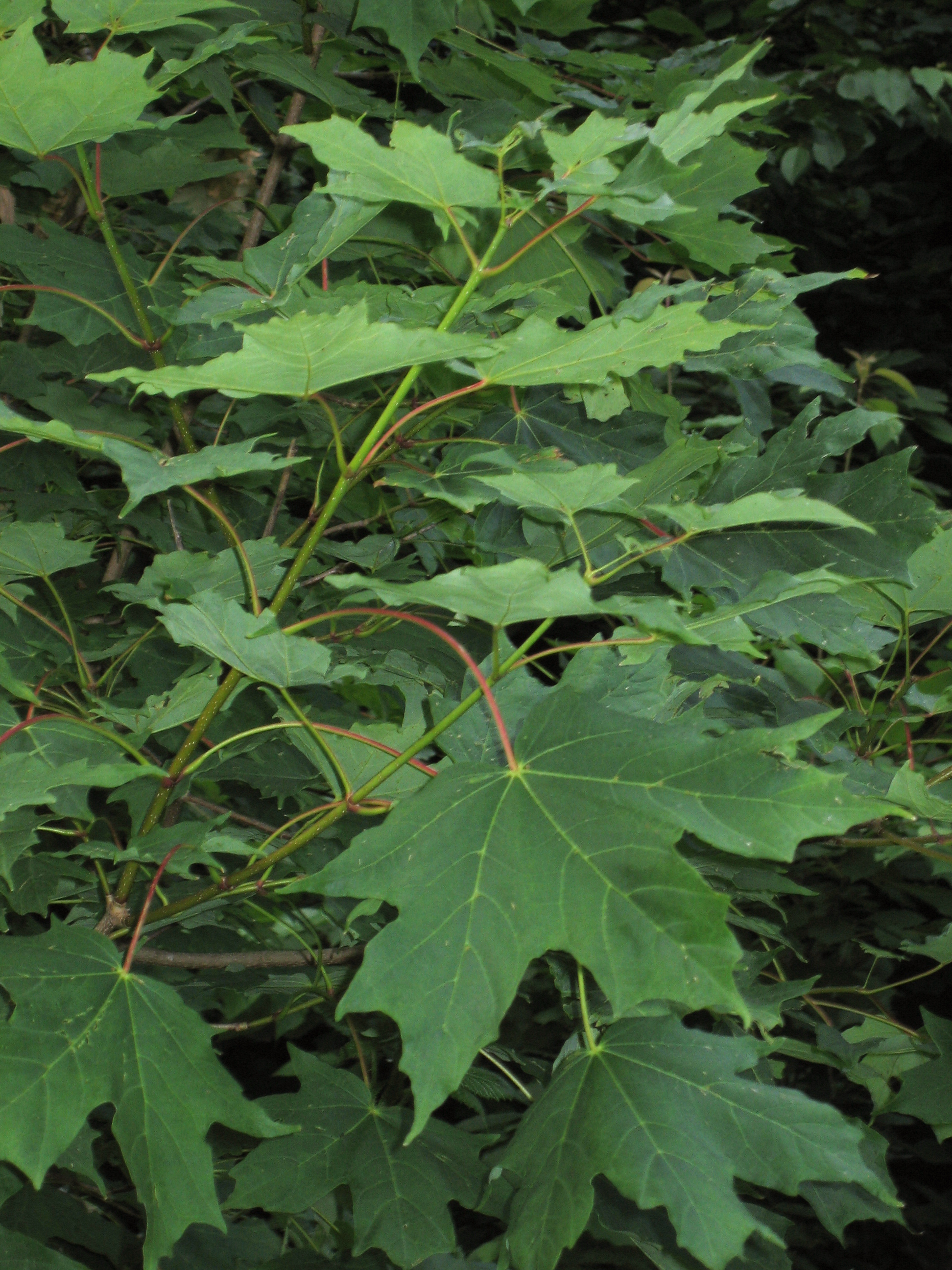
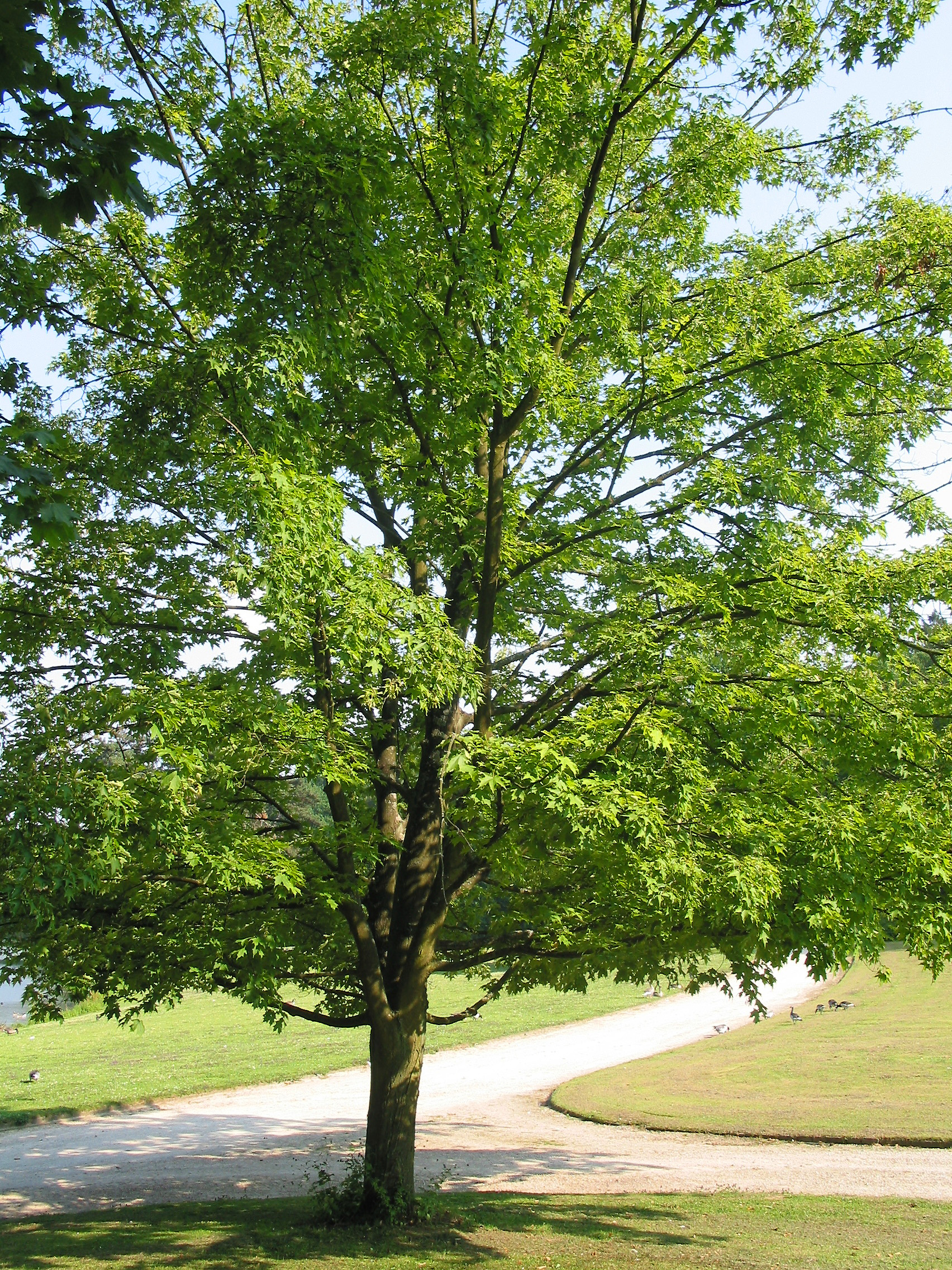
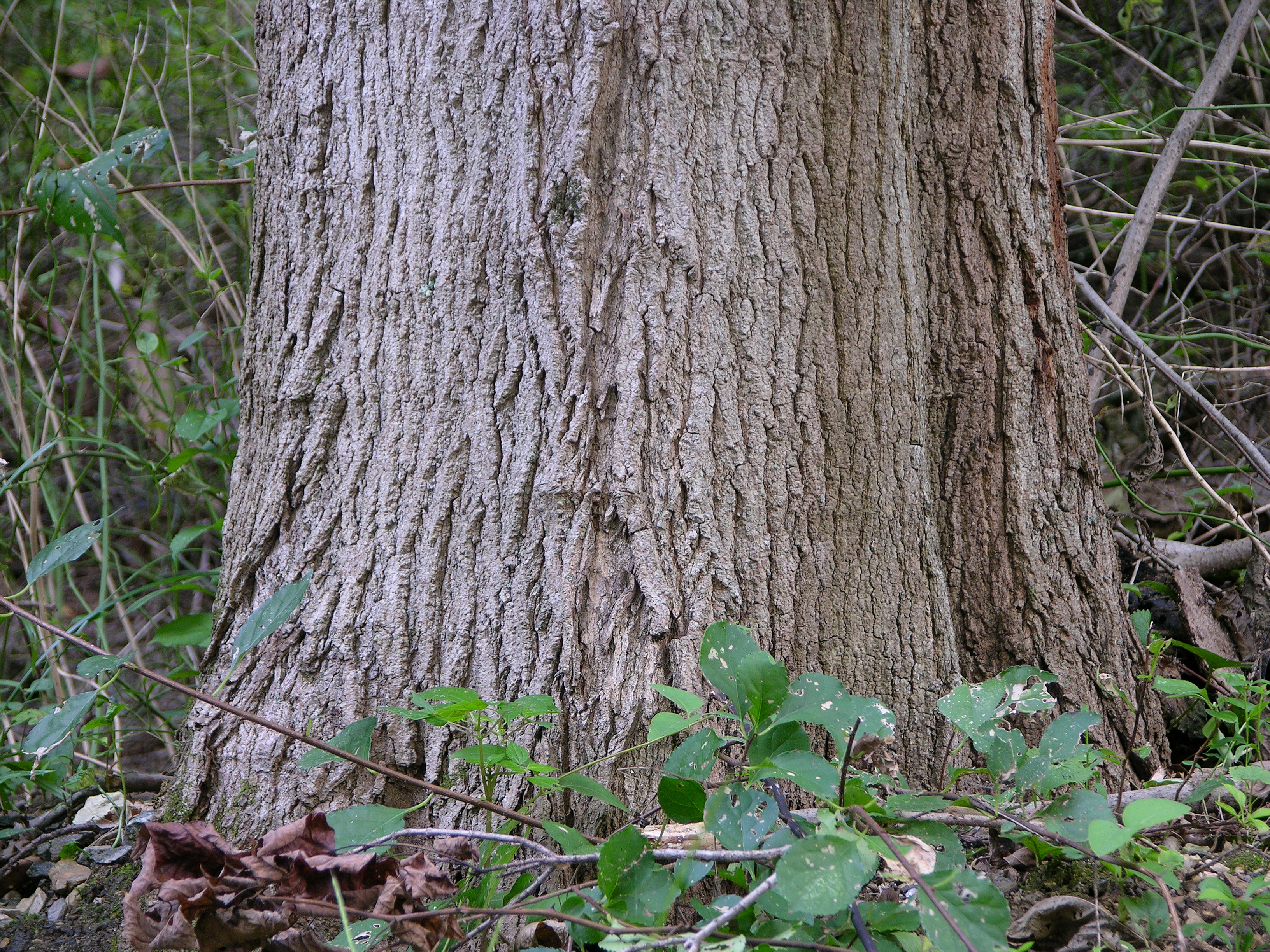
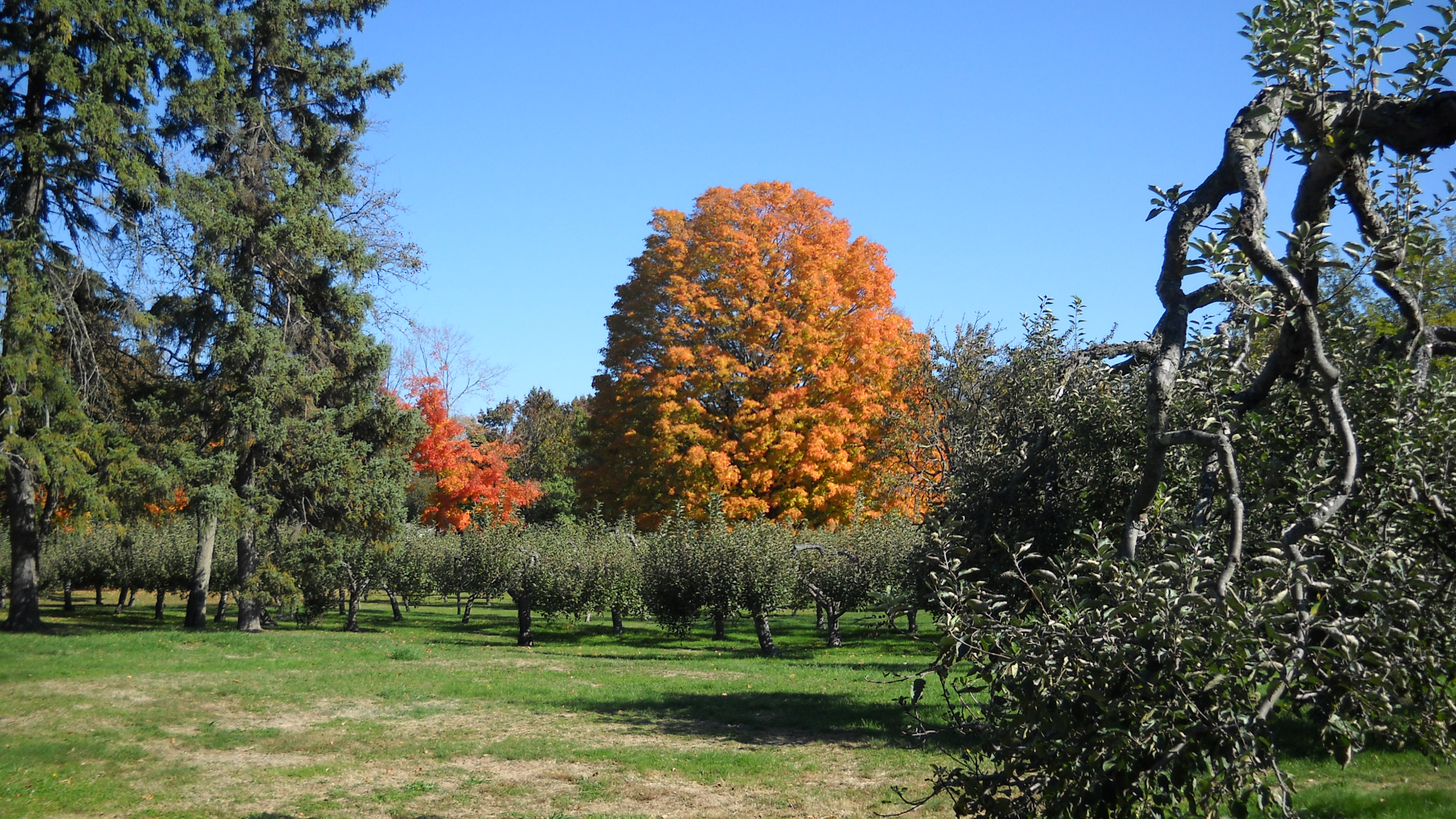
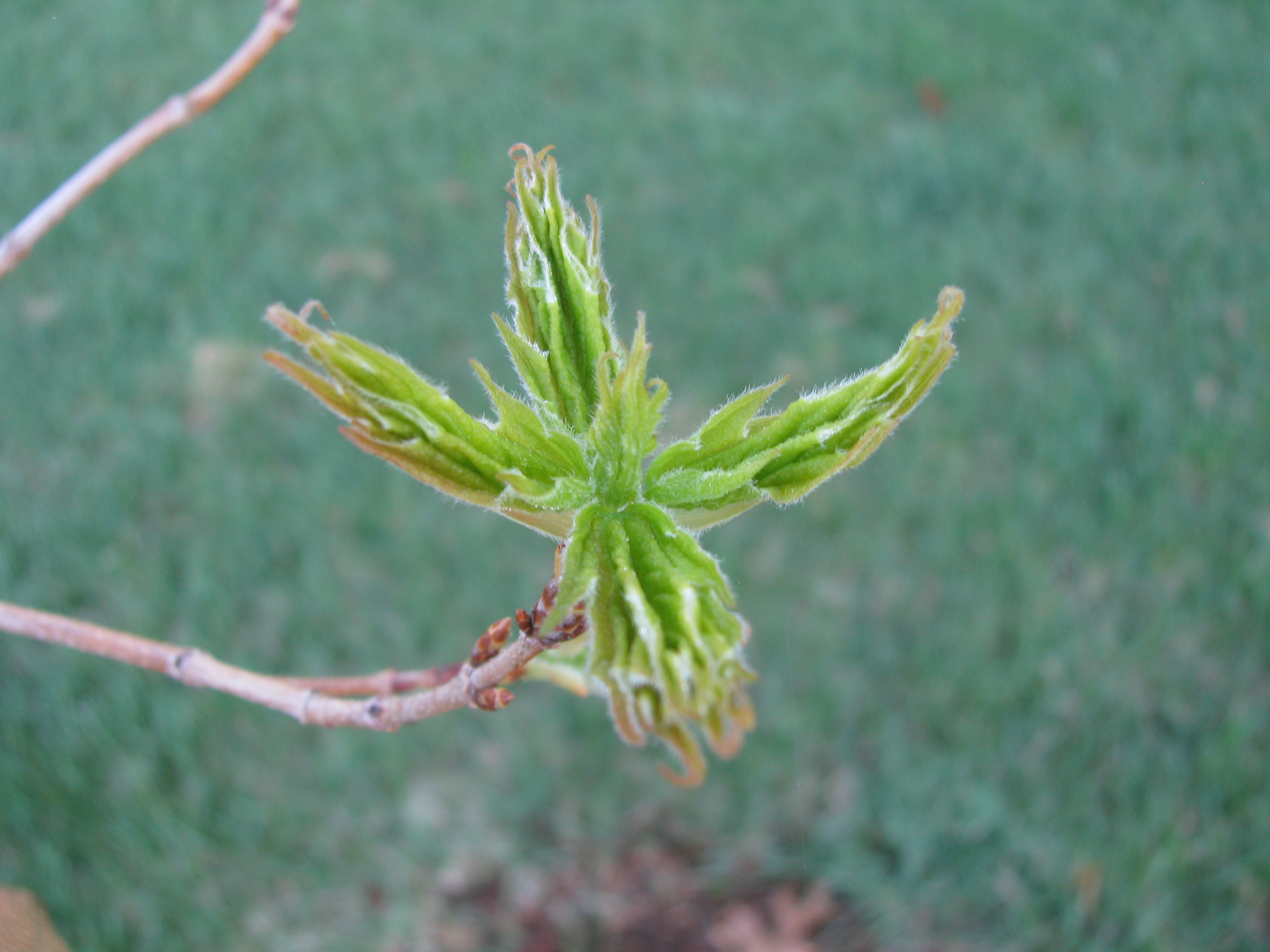
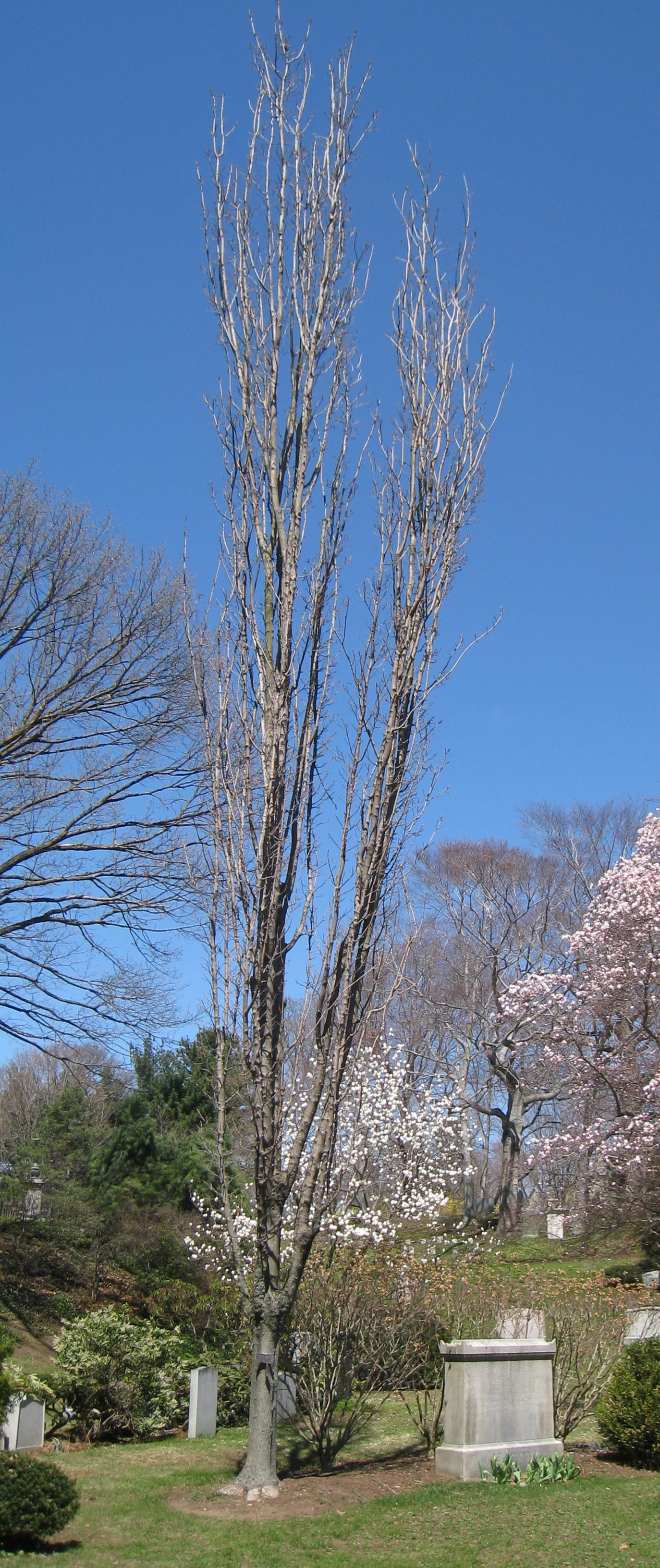